# Alberto Teta Lando
Alberto António Pedro Teta Lando (Mabanza Congo, 2 de junho de 1948 – Paris, 14 de julho de 2008) foi um cantor, compositor, intérprete angolano.
Teta Lando foi presidente da União Nacional dos Artistas e Compositores (UNAC) que após o seu falecimento criou o Prémio de Arte "Alberto Teta Lando" em sua homenagem. 

## Músicas de sucessos
- Kinguibanza (em quimbundo) (1964)[1]
- Um assobio meu[1]
- Negra de carapinha dura[1]
- Angolano segue em frente[1]
- Reunir[1]

## Discografia
Álbuns:
- Tia Chica (N'Gola, 1974 / Roda 1977)
- Independência (CDA, 1975)
- Eu Vou Voltar (Da Nova, 1981)
- Semba Rytmée (Tchatch, 1985)
- Reunir (Endipu UEE, 1987 / Tchatch 1989)

- Menina de Angola (Chrisrod Records, 1990)
- Esperanças Idosas (Sonovox, 1993) [1]
- Memórias (Sonovox, 1993) [1]